# Crisi da sovraindebitamento
La crisi da sovraindebitamento è un istituto giuridico inserito nell’ordinamento italiano mediante la legge n. 3 del 27 gennaio 2012, entrata in vigore il 29 febbraio 2012. Con il termine "sovraindebitamento" si intende il perdurante squilibrio tra il patrimonio liquidabile e le obbligazioni contratte, tali da impedire al debitore di adempiere alle stesse attraverso mezzi ordinari.
Il legislatore, con l’introduzione della disciplina del 2012, ha voluto offrire ai debitori in buona fede, che non avessero i requisiti stabiliti dall’art.1 l.f., l’utilizzo di un mezzo alternativo per soddisfare i debiti sorti, attraverso un accordo o un piano del consumatore: la procedura in questione, rientrante nel Capo II denominato “procedure di composizione della crisi da sovraindebitamento”  della l. 3/2012,  è volta a disincentivare l’esercizio di azioni di esecuzione individuali da parte dei creditori.
Il creditore sarà predisposto maggiormente all’accettazione dell’accordo ovvero del piano del consumatore in quanto a quest’ultimo è garantita una soddisfazione, seppur parziale, del credito vantato in un lasso di tempo ridotto rispetto all’azione individuale; il debitore, invece, trarrà come vantaggio lo stralcio di una parte di debiti, non più esigibili da parte dei creditori.

## Il debitore consumatore e il debitore non fallibile
La dottrina prima e in seguito il legislatore attraverso la conversione con modifica del decreto, hanno distinto i debitori in due categorie: il debitore civile, detto “consumatore”, e il debitore non fallibile. Il debitore consumatore è definito ex art. 6 della l. 221/2012 come la persona fisica che ha assunto obbligazioni totalmente estranee rispetto all’attività imprenditoriale o professionale che eventualmente svolge. All’interno del decreto legge non era consentito al debitore consumatore, al contrario di quanto previsto nelle procedure concorsuali stabilite dalla legge fallimentare (riconduci alle voci che hanno fatto gli altri), di ottenere, attraverso il consenso della maggioranza, l’esdebitazione di tutti i debiti: gli effetti del piano del consumatore era limitato ai soli creditori aderenti, mentre i creditori che non aderivano, dovevano essere integralmente soddisfatti.  Con la conversione in legge con modifica il legislatore ha incentivato i debitori a trovare accordi con i propri creditori, offrendo una tutela, con il consenso del giudice, dopo la presentazione della proposta.
Rientrano invece nella categoria degli imprenditori non fallibili:
- gli imprenditori commerciali esclusi dal fallimento in seguito alla mancanza dei requisiti dimensionali ex art. 1 l.f.;
- gli imprenditori agricoli ex art. 2135 c.c.;
- i soci di società di persone, assoggettabili al fallimento della società di estensione ai sensi dell’art. 147 l.f.;
- gli enti non commerciali;

La differenza tra debitore consumatore e debitore non fallibile ha come fine l’individuazione dei procedimenti alternativi da applicare: come si vedrà di seguito, l’accordo di composizione è un percorso di risoluzione della crisi da sovraindebitamento destinata a tutti i debitori, mentre è riservata al debitore consumatore, il piano cosiddetto “del consumatore” (4.2.).

## Organismi di Composizione della crisi
L’O.C.C. è definito dall’articolo 2, comma 1, lettera d), del decreto n. 202 del 2014 come: “articolazione interna di uno degli enti pubblici individuati dalla Legge e dal presente regolamento che, anche in via non esclusiva, è stabilmente destinata all’erogazione del servizio di gestione della crisi da sovraindebitamento”.
Il legislatore ha precisato la natura eminentemente pubblicistica dell’O.C.C. e, in riferimento a quanto previsto dall’articolo 15 della legge n. 3/2012, sottolineando le indispensabili condizioni di indipendenza e professionalità, non potendo lo stesso organismo fare preferenze tra classi di creditori, sia nella redazione del piano che nella certificazione della sua fattibilità, fungendo nella successiva fase esecutiva anche da compositore di conflitti.
Si precisa che la costituzione ed il funzionamento degli O.C.C. non debbano rappresentare nuovi o maggiori oneri a carico della finanza pubblica. È necessario sottolineare che ai sensi dell’art. 15, comma 9, legge n. 3/2012 i compiti e le funzioni attribuiti agli O.C.C. possono essere svolti anche da un professionista o da una società tra professionisti, in possesso dei requisiti fissati dall’art. 28 l.f., ovvero da un notaio nominati dal Presidente del Tribunale o del Giudice delegato.
 Le funzioni dell’O.C.C. impongono che lo stesso assuma ogni iniziativa funzionale alla predisposizione del piano di ristrutturazione e all’esecuzione dello stesso, inoltre compie contemporaneamente attività di consulente legale e finanziario del debitore, ausiliario del Giudice e di garanzia nei confronti dei terzi in generale e dei creditori in particolare.
Gli O.C.C., ai fini dello svolgimento dei compiti e delle attività previste dalla legge e previa autorizzazione del Giudice, possono accedere ai dati contenuti nell'anagrafe tributaria, nei sistemi di informazioni creditizie, nelle centrali rischi e nelle altre banche dati pubbliche (es. PRA, Carichi pendenti, Equitalia, Enti locali, ecc.).
Si è però a più riprese palesata l’ipotesi di un conflitto di interessi nello svolgimento delle funzioni a cui è preposto l’O.C.C., a norma del decreto n. 202/2014 e più precisamente all’articolo 4, comma 5 del summenzionato decreto, va riscontrato che si è prevista un’adeguata formazione da parte dei professionisti che intendono aderire all’O.C.C. (Gestori della crisi) e, per altro verso, si è prevista l’ipotesi dell’affidamento dell’incarico congiunto ad un Collegio di Gestori, così come previsto dall’articolo 2 dello stesso decreto. Ogni O.C.C. ha l’onere di istituire un elenco dei Gestori della crisi, che va comunicato al competente Ministero, unitamente ad un registro informatico degli affari con le annotazioni relative al numero d’ordine progressivo della procedura, ai dati identificativi del debitore, al Gestore della crisi designato, all’esito del procedimento. Non manca l’obbligo, altresì, del trattamento dei dati raccolti nel rispetto del Codice in materia di protezione dei dati personali (d.lgs. 196/2003).

## Fasi strutturali del procedimento

### Condizioni di ammissibilità
Condizioni di ammissibilità della proposta che il debitore ovvero consumatore può inoltrare ai creditori sono:
- La non assoggettabilità a procedura concorsuale del debitore;
- Il non aver fatto ricorso alla procedura di composizione della crisi da sovraindebitamento nei cinque anni precedenti, beneficiando di una delle soluzioniammesse dalla L.3/2012 (aver presentato la richiesta, che poi è stata rigettata, non impedisce la nuova richiesta al "consumatore").
- Il debitore non deve aver subito provvedimento di revoca, annullamento, risoluzione dell’accordo, ovvero revoca e dichiarazione di cessazione degli effetti di omologazione del piano.

Si riconosce inoltre una specifica condizione di ammissibilità per il consumatore al quale è richiesto di produrre documentazione idonea a ricostruire in modo specifico ancorché analitico la sua situazione economica nonché patrimoniale per il giudizio di merito da assumere in sede di omologazione del piano.

### Accordo di composizione della crisi e Piano del consumatore
Il contenuto dell’accordo è disciplinato dall’articolo 8 della L.3/2012 ed è necessario riconoscere che i creditori possono anche essere pagati mediante la cessione dei crediti, ovvero facendo ricorso alla garanzia dei terzi nei casi in cui i beni o i redditi del debitore non siano sufficienti a garantire la fattibilità del piano.
Il debitore formula ai creditori (di regola) una proposta di accordo che può prevedere:
1. la dilazione del pagamento dei debiti (cosiddetto accordo dilatorio o moratoria);
2. la remissione (o esdebitazione) parziale dei debiti (cosiddetto accordo remissorio o esdebitativo);
3. la dilazione del debito ridotto per effetto della remissione parziale (moratoria con esdebitazione parziale).

Nel ventaglio di contenuti della proposta del debitore nei procedimenti di composizione della crisi da sovraindebitamento se ne riscontrano tanti e diversi, passando da una mera moratoria dei pagamenti ad una generalizzata remissione parziale dei debiti.
I creditori prelatizi non sono destinatari della proposta di accordo sempreché non rinuncino alla prelazione, per cui vanno pagati in misura integrale.
È prevista invero una deroga nel caso di un accordo in continuità dell’impresa, nel qual caso la proposta può prevedere la moratoria fino ad un anno dall’omologazione. Se il piano di continuità dispone la liquidazione dei beni su cui sussiste la causa di prelazione (beni non strategici), la moratoria non opera per quei creditori la cui garanzia si esercita su beni destinati ad essere liquidati.
Nel caso di accordo liquidatorio, la dilazione dei creditori prelatizi, eccedente i tempi della liquidazione del patrimonio o dell’esecuzione individuale, deve essere approvata dai medesimi, in di trattamento del credito diverso dal pagamento ottenibile dalle alternative liquidatorie concretamente praticabili.
La proposta può prevedere la suddivisione dei creditori in classi, la cui formazione non è soggetta ai vincoli posti nelle procedure di concordato preventivo e fallimentare dalla omogeneità dei relativi interessi economici e posizione giuridica. Infatti, nelle procedure di composizione della crisi non è previsto che il Giudice verifichi la legittimità dei criteri di formazione delle classi. Per cui non pare precluso che i creditori siano liberamente suddivisibili in classi, anche disomogenee tra loro.
Vi sono però taluni limiti alla libertà di contenuto della proposta, tra cui a titolo esemplificativo:
1. ai creditori titolari di crediti impignorabili non può essere proposta né la moratoria, né la parziale esdebitazione a fronte del fatto che essi vanno pagati alle scadenze pattuite e nella misura integrale;
2. ai creditori titolari di tributi costituenti risorse proprie dell’UE, allo Stato per l’IVA e le ritenute alla fonte, non può essere proposta la remissione parziale del debito, ma solo ed esclusivamente la dilazione;
3. deve essere rispettato l’ordine delle cause legittime di prelazione, cioè il vincolo della graduazione dei crediti, per cui i creditori di grado inferiore possono essere pagati solo se quelli di grado superiore sono stati integralmente pagati. Ciò implica che i creditori chirografari possono essere pagati solo se i prelatizi sono stati integralmente soddisfatti, tenendo conto delle masse mobiliari e immobiliari e della collocazione sussidiaria, salvo il caso della degradazione a chirografo dei prelatizi incapienti sulla base di apposita attestazione da parte dell’O.C.C. Insieme alla proposta, il debitore predispone un piano, tramite cui si specificano i contenuti della proposta:la liquidazione dei beni e dunque la cessazione dell’attività (cosiddetto accordo liquidatorio) ovvero la continuazione dell’attività d’impresa o di lavoro autonomo professionale (cosiddetto accordo in continuità). Nel primo caso, ovvero nel caso di accordo liquidatorio, il piano può prevedere la cessione dei beni ad un liquidatore giudiziale, "la datio in solutum", l’incasso dei crediti o il mandato a terzi ad incassare i crediti. Invero nel secondo caso, ergo di accordo in continuità, il piano può prevedere la liquidazione degli “assets” non strategici per la continuazione dell’attività, la destinazione degli utili futuri derivanti dalla continuazione dell’attività al pagamento dei debiti pregressi, ridotti, in caso di proposta remissoria, o integrali, in caso di moratoria. Il piano deve prevedere il termine, entro il quale, la proposta dovrà essere adempiuta. La proposta di accordo è approvata con il consenso dei creditori rappresentanti almeno il 60% dei crediti ed è prevista la regola del silenzio assenso. Anche se non esplicitamente indicato dalla legge (come per il piano del consumatore), l’accordo deve essere conveniente rispetto alla liquidazione del patrimonio. Detta valutazione della convenienza spetta ai creditori, i quali sono chiamati ad esprimere il loro consenso o dissenso rispetto alla proposta del debitore. Non tutti i creditori hanno diritto di esprimersi sulla proposta: i creditori muniti di privilegio, pegno o ipoteca dei quali la proposta prevede l’integrale pagamento, non sono computati ai fini del raggiungimento della maggioranza e non hanno diritto di esprimersi sulla proposta. Gli stessi possono rinunciare in tutto o in parte al diritto di prelazione, ed in questo caso hanno diritto di esprimersi. La proposta di accordo può essere modificata fino alla data in cui i creditori possono far pervenire il loro consenso o dissenso alla stessa. La legge dispone la possibilità di apportare modifiche alla proposta di accordo senza però esplicitare le modalità. Se l’esecuzione dell’accordo non è possibile per cause non imputabili al debitore, l’accordo può essere modificato. In tal caso, non opera la preclusione di cui all’art. 7, comma 2, lett. b), legge n. 3/2012. È da sottolineare che se l’esecuzione dell’accordo diviene impossibile per cause imputabili al debitore, l’accordo può essere risolto per inadempimento o annullato ove si ha conseguente conversione in liquidazione su istanza di un creditore o del debitore stesso.

### Omologazione, revoca e cessazione degli effetti
Il piano di omologazione, che è interessato dagli artt. 12 bis e 12 ter della L. 3/2012, è concentrato in un’unica udienza, all’esito della quale, il tribunale deve assumere una decisione fondata su un giudizio di meritevolezza della condotta del debitore, basato a sua volta sulla ragionevolezza della prospettiva di adempimento delle obbligazioni assunte e sulla mancanza di colpa nella determinazione del sovraindebitamento.
Oltre ad una revoca di diritto, espressamente contemplata nell’art. 11, comma 5, della legge n. 3/2012, che sanziona il debitore gravemente inadempiente rispetto agli obblighi assunti con l’accordo, il legislatore prevede anche ipotesi in cui l’accordo cessa di produrre effetti su istanza di qualsiasi creditore, sentito in contraddittorio con il debitore.
Si tratta delle ipotesi declinate nell’art. 14 bis della legge n. 3/2012 relative alle situazioni in cui:
1. sia stato dolosamente o con colpa grave, aumentato o diminuito il passivo;
2. sia stata sottratta o dissimulata una parte rilevante dell'attivo;
3. siano state simulate dolosamente attività inesistenti. Il termine per proporre ricorso è di sei mesi dalla scoperta della causa e, in ogni caso, entro un anno dalla scadenza fissata per l’ultimo adempimento previsto.

### Esecuzione dell’accordo o del piano del consumatore
La legge disciplina, all’art.13 della novella del 2012, le modalità di esecuzione dell’accordo o del piano del consumatore. Il procedimento di esecuzione del piano del consumatore ovvero dell’accordo si introduce con la nomina del liquidatore da parte del giudice, con proposta da parte dell’organismo di composizione della crisi, che dispone dei beni sottoposti da pignoramento per la soddisfazione dei crediti; sono da considerarsi impignorabili, secondo l’art.545 c.p.c. i crediti aventi natura strettamente personale come sussidi di maternità, assegni alimentari etc. Con la supervisione dell’organo di composizione della crisi, che vigila sull’esatto adempimento dell’accordo ovvero del piano del consumatore e che risolve i problemi derivanti dalla loro esecuzione, il giudice, verificata la conformità dell’atto dispositivo all’accordo o del piano del consumatore, sentito il liquidatore, autorizza lo svincolo delle somme e cancella la trascrizione del pagamento.
L’esecuzione dell’accordo ovvero del piano, può essere soggetto a sospensione, nel caso in cui la sua esecuzione comporterebbe un grave pregiudizio nei confronti dei creditori o quando appaia manifestatamente ingiusta. La norma stabilisce, inoltre, la possibilità, da parte del giudice, con l’ausilio dell’organo di composizione della crisi, di modificare l’accordo ovvero il piano nel caso in cui venga considerata impossibile l’esecuzione; la disciplina del sovraindebitamento non contempla, infatti, da parte del debitore, la risoluzione dell’accordo.

## L'impugnazione e risoluzione dell’accordo

### L'impugnazione
La disciplina dell'impugnazione e risoluzione dell’accordo è stabilita ex art. 14 della L. 3/2012: l’unica azione cui può essere sottoposto l’accordo è l’annullamento, come si evince dal comma 1 del medesimo articolo. Competente a decidere in merito alla questione è il Tribunale del luogo in cui il debitore, persona fisica, abbia la residenza ovvero la sede dell’impresa non fallibile.
Al fine di ottenere l’annullamento o la risoluzione dell’accordo, può agire ogni creditore anche se, di fatto, tale opzione appare limitata ai soli creditori che abbiano aderito all’accordo poiché i creditori non aderenti non avrebbero alcun interesse ad agire, essendo il loro crediti totalmente soddisfatti come previsto obbligatoriamente dall'accordo.
L’azione di impugnazione si realizza nelle ipotesi in cui siano stati dolosamente, o con colpa grave, aumentato o diminuito il passivo ovvero sottratta o dissimulata una parte rilevante dell’attivo ovvero simulate attività inesistenti; al fine di comprendere fino a che punto sia da considerare ammissibile l’azione di annullamento, si riporta la risoluzione della questione a fonti giurisprudenzali.
La giurisprudenza, analizzando gli atti dolosi e colposi diretti all’attivo e al passivo del patrimonio,  si espressa, nella fattispecie di concordato preventivo, istituto simile al sovraindebitamento,  dichiarando che l’annullamento dell’accordo è possibile solo se vi è una dolosa esagerazione del passivo, o di una dissimulazione di parte dell’attivo, tali da integrare una falsa rappresentazione della realtà. Per quanto riguarda l’azione di annullamento, il termine per il ricorso è di sei mesi dalla scoperta del vizio e non oltre i due anni dalla scadenza del termine fissato per l’ultimo adempimento.
L’annullamento dell’accordo comporta il venir meno dell’efficacia “erga omnes” dello stesso, ossia rispetto a tutti i creditori nella sua globalità e non nel rapporto tra il singolo creditore che ha agito e il debitore.

### La risoluzione
La risoluzione dell’accordo è stabilita dall’art.14 comma 2 della novella n.3/2012. Il primo presupposto per la risoluzione è il mancato adempimento da parte del proponente delle obbligazioni; il primo presupposto si discosta rispetto a quanto previsto dalla disciplina del concordato preventivo, poiché quest’ultimo non è risolvibile nel caso in cui il denunciato inadempimento sia di scarsa rilevanza, come si evince dall’art.186 comma 2 della legge fallimentare. Il secondo caso di risoluzione dell’accordo è dato dalla mancata costituzione di garanzie promesse mentre l’ultima causa di risoluzione è l’impossibilità dell’esecuzione dell’accordo per causa non imputabile al debitore.

## La riforma Rordorf
Nell'ambito della riforma Rordorf, uno degli aspetti salienti che necessitava di essere affrontato afferisce il comportamento del creditore in relazione all’efficienza causale spiegata sulla situazione di sovraindebitamento.
L’art. 9 lett. l) d.d.l. C. 3671-bis prevede, infatti, quale principio della legge delega quello di: “prevedere misure sanzionatorie, eventualmente di natura processuale con riguardo ai poteri di impugnativa e di opposizione, a carico del creditore che abbia colpevolmente contribuito all’aggravamento della situazione di indebitamento”. Ciò detto è utile notare come codesto aspetto si ponga in linea con il considerando n. 26 della direttiva 2008/48/CE (relativa ai contratti di credito ai consumatori)prevede che: “In un mercato creditizio in espansione, in particolare, è importante che i creditori non concedano prestiti in modo irresponsabile o non emettano crediti senza preliminare valutazione del merito creditizio, e gli Stati membri dovrebbero effettuare la necessaria vigilanza per evitare tale comportamento e dovrebbero determinare i mezzi necessari per sanzionare i creditori qualora ciò si verificasse.”